# Jia Deyao

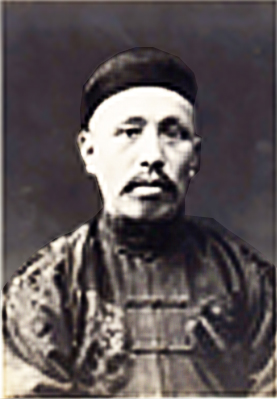
Jia Deyao

Jia Deyao (idioma chino: 賈德耀; pinyin: Jiǎ Déyào; 1880 - 1940) fue un político y militar chino, miembro del bando Anhui y Premier de la República de China durante el gobierno de Beiyang.
Tras la muerte de Yuan Shikai en 1916, se volvió leal a Duan Qirui del bando Anhui y fue asignado a varios puestos militares. Participó en el golpe de Beijing de 1924 siendo colaborador de Feng Yuxiang y fue ascendido a jefe del Ejército en ese mismo año. En febrero de 1926 fue nombrado sucesor del Premier Xu Shiying, sin embargo, por presiones las potencias occidentales y a lo interno por la Masacre del 18 de marzo, debió renunciar en abril del mismo año y se retiró de la vida pública.
Con el fin del gobierno de Beiyang y el ascenso del gobierno nacionalista del Kuomintang fue nombrado como consejero del ejército en 1932, y miembro de diversos comités gubernamentales. Durante la Segunda Guerra Sino-japonesa se le invitó a participar en el gobierno de ocupación japonesa, pero lo rechazó viviendo los últimos años de su vida recluido en Shanghái donde murió.
| Predecesor: Xu Shiying | Primer ministro de la República de China 1926 | Sucesor: Hu Weide |

- Datos: Q701536
- Multimedia: Jia Deyao / Q701536